# شو ژائوشیونگ
شو ژائوشیونگ (انگلیسی: Xu Zhaoxiong؛ زادهٔ ۱۲ ژوئن ۱۹۱۲ - درگذشته نامشخص) بازیکن بسکتبال اهل چین بود. وی در بازی‌های المپیک تابستانی ۱۹۳۶ شرکت کرده‌است.